# Espúrio Postúmio Albino (cônsul em 110 a.C.)
Espúrio Postúmio Albino (em latim: Spurius Postumius Albinus) foi um político da gente Postúmia da República Romana eleito cônsul em 110 a.C. com Marco Minúcio Rufo. Era filho de Espúrio Postúmio Albino Magno, cônsul em 148 a.C., e irmão de Aulo Postúmio Albino, cônsul em 99 a.C..

## Carreira

Reino da Numídia na época de Albino.

Descendente de uma família que já acumulava 32 cônsules, Albino foi eleito cônsul em 110 a.C. com Marco Minúcio Rufo e recebeu a África como província e liderou a campanha contra Jugurta, o rei da Numídia.
Apesar dos muitos preparativos, Albino pouco fez ao chegar à sua província e se deixou enganar por uma promessa de rendição de Jugurta, o que deu origem a rumores de que ele teria sido um dos muitos romanos que foram subornados por ele. Albino depois deixou o governo da província nas mãos de seu irmão, Aulo Postúmio Albino, que foi derrotado por Jugurta na Batalha de Sutul. Quando regressou, encontrou a região num estado de completa anarquia e exército completamente desorganizado, desmoralizado e praticamente dizimado. Albino pouco pôde fazer além de entregar o posto ao cônsul do ano seguinte, o vitorioso Quinto Cecílio Metelo Numídico.
Quando voltou a Roma, Albino foi julgado pelos três juízes (questiores) reunidos com base na Lex Mamilia, do tribuno da plebe Caio Mamílio Limetano, e condenado.
Segundo Plutarco, Tibério Graco, contemporâneo de Postúmio e seu rival na eloquência e saber jurídico, teria escolhido a carreira política justamente por conta desta rivalidade.